# Sabacon dentipalpis
Sabacon dentipalpis is een hooiwagen uit de familie Sabaconidae.